# Silbertaube
Die Silbertaube (Columba argentina) ist eine Taubenart aus der Gattung der Feldtauben (Columba). Sie kommt auf den kleineren Nachbarinseln westlich von Sumatra vor.

## Merkmale
Die Silbertaube ist aus der Entfernung nicht von der Zweifarben-Fruchttaube (Ducula bicolor) zu unterscheiden. Daher wurden in der Vergangenheit beide Arten häufig miteinander verwechselt.  Sie erreicht eine Körperlänge von 34 bis 38 cm. Das Gefieder ist überwiegend hell blaugrau. Die Hand- und Armschwingen sind schwarz. Der Schwanz ist grau-weiß an der basalen Hälfte und schwarz an der distalen Hälfte. Am Hinternacken wird ein grünes Schillern angedeutet. Die Iris ist rötlich braun, orange-braun, orange oder gelb. Die Orbitalhaut ist dunkelrot. Der Schnabel ist bräunlich oder violett an der Basis und hellgrün oder gelblichgrün an der Spitze. Die grauen Beine haben eine rötliche Tönung oder Fleckung. Das Weibchen ist etwas dunkler und weniger silbrig als das Männchen, wenn beide Geschlechter im frischen Gefieder sind. Die juvenilen Vögel haben eine sand-gelbbraune Brust und sand-gelbbraune Federsäume.

## Verbreitungsgebiet

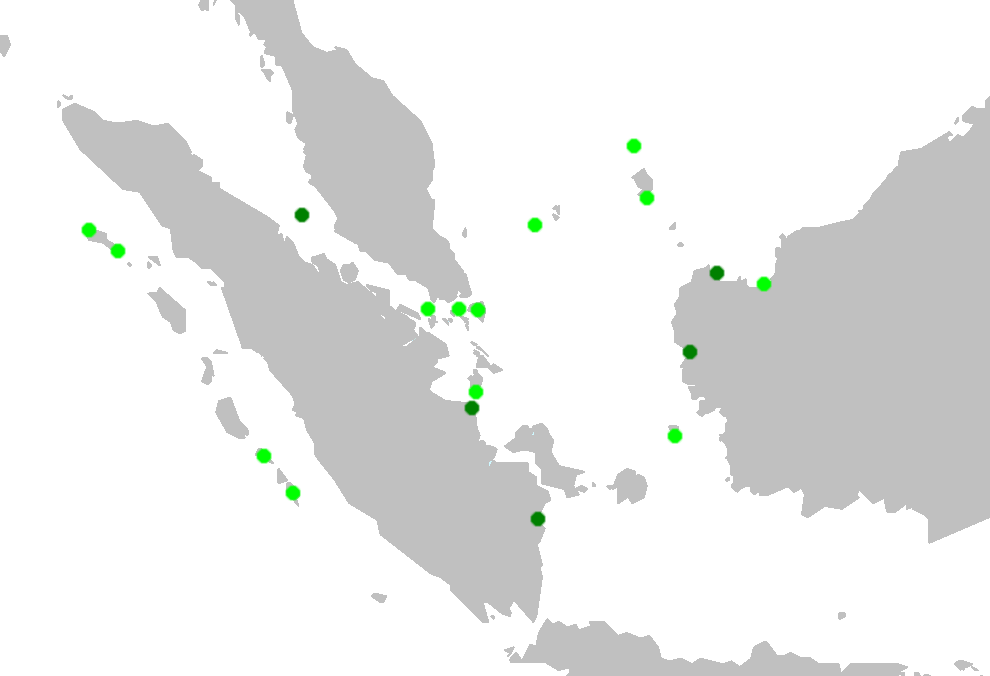
Verbreitungsgebiet der Silbertaube.
Hellgrün: bestätigte Sichtungen. Dunkelgrün: unbestätigte Sichtungen.

Die Silbertaube kommt auf den Inseln Simeuluë, Nias, Bojo in den Batu-Inseln sowie auf Masokut und Simaimu südlich von Siberut vor. Frühere Aufzeichnungen gab es von den Riau-Inseln und von den Lingga-Inseln östlich von Sumatra, von den Inseln Karimata, Anambas und Natuna Besar westlich von Borneo sowie von Sumatra und Borneo selbst.

## Lebensraum und Lebensweise
Die Silbertaube bewohnt Mangroven, Waldland und Kokosnusshaine im Tiefland und auf Hügeln. Ihre Lebensweise ist nur wenig studiert. Das Nest wird in einem Baum oder einem Busch errichtet. Das Gelege besteht aus einem weißen Ei, das eine kreidige Oberflächenstruktur aufweist. Bei einer Beobachtung im Jahr 1899 auf der Insel Burung brütete die Art in einem gemischten Schwarm mit der Zweifarben-Fruchttaube. Bei der Nahrungssuche wandert die Silbertaube zwischen den Inseln.

## Status
Im 19. Jahrhundert war die Silbertaube ein häufiger Vogel. Im frühen 20. Jahrhundert erlebte diese Art jedoch einen katastrophalen Rückgang, der vor allem auf Überjagung und Lebensraumzerstörung durch Entwaldung zurückzuführen war. Zwischen 1931 und 2008 gab es keine bestätigte Sichtung mehr, so dass schon das Aussterben der Silbertaube befürchtet wurde. Im Oktober 2008 beobachteten und fotografierten der Ornithologe Mark T. Lee und seine indonesischen Kollegen Tun Ping Ong und Ding Li Yong ein Exemplar, das von der Insel Masokut in Richtung der Insel Simaimu südlich von Siberut flog. Nach dem Vergleich von 20 Museumsbälgen der Zweifarben-Fruchttaube mit acht alten Bälgen der Silbertaube sowie einem Foto von einem Silbertaubenpärchen in menschlicher Obhut aus Hongkong aus dem Jahr 2000, konnte die Wiederentdeckung der verschollen geglaubten Art bestätigt werden.
2010 gab es mögliche Sichtungen auf Siberut und den Batu-Inseln und im Dezember 2010 gelang dem Ornithologen James A. Eaton eine Sichtung auf Simeuluë.  Auf den Inseln Burung, Batam und Bintan sowie auf Sumatra ist die Silbertaube wahrscheinlich ausgestorben, obgleich es an der Südostküste in den letzten Jahren mögliche Sichtungen gegeben haben soll. Seit dem Jahr 2000 wird die Silbertaube von der IUCN in der Kategorie „vom Aussterben bedroht“ (critically endangered) gelistet. Als Hauptbedrohung gilt neben der Lebensraumzerstörung gegenwärtig der boomende Handel mit Käfigvögeln in Indonesien. So wurden im Juni 2016 zwei Exemplare auf der Insel Nias gefangen. BirdLife International schätzt den Wildbestand auf rund 50 Exemplare.